# Torretta (architettura)

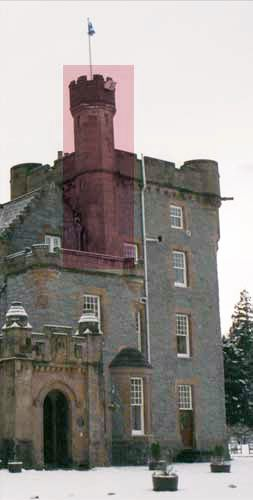
Torretta (evidenziata) attaccata alla torre di un edificio baronale in Scozia

In architettura una torretta è una piccola torre che si proietta verticalmente dalle mura di un edificio, come un castello medievale.

## Descrizione
Le torrette servivano a garantire una struttura difensiva in grado di proteggere le zone adiacenti alle mura. Quando lo scopo militare venne a mancare, continuarono a essere usate come elemento decorativo, tipico ad esempio dello stile baronale scozzese.
Una torretta poteva essere dotata di merlatura o di un tetto. Poteva essere dotata di scala se si elevava al di sopra delle mura. Non era necessario che fosse più alta delle altre mura, e spesso faceva parte di una stanza.
Un edificio poteva avere sia torri che torrette, e l'unica differenza è che le seconde si protendevano dalle mura, senza continuare fino a terra. La dimensione di una torretta era limitata dalla tecnologia a disposizione, dato che sottoponeva le mura ad un'ulteriore pressione laterale. Poteva anche essere sostenuta da una mensola.

## Galleria d'immagini

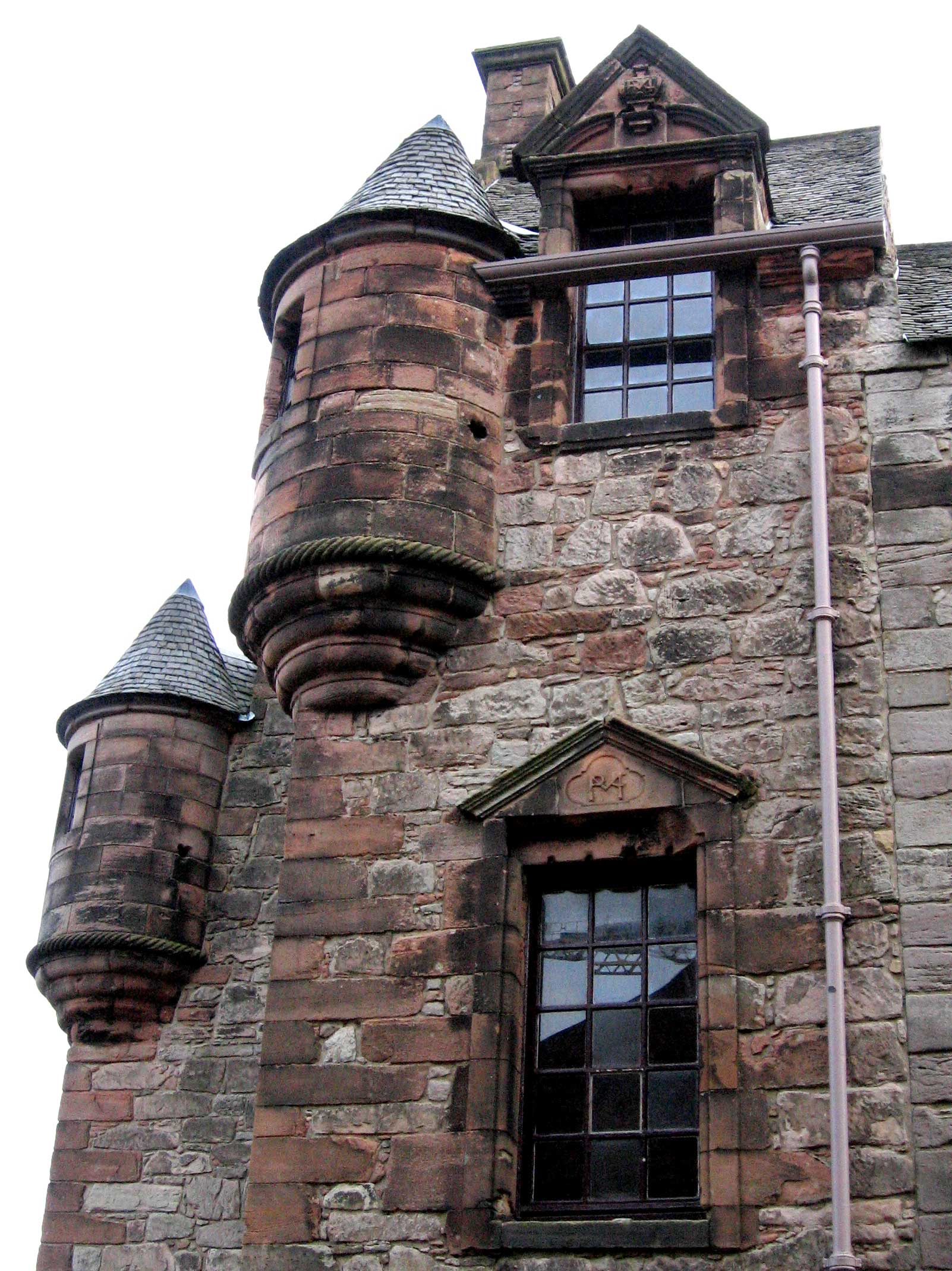
Torrette angolari mensolate nel castello di Newark a Port Glasgow
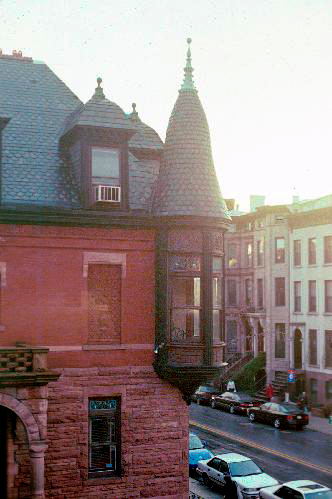
Finestra di torretta a Park Slope, Brooklyn
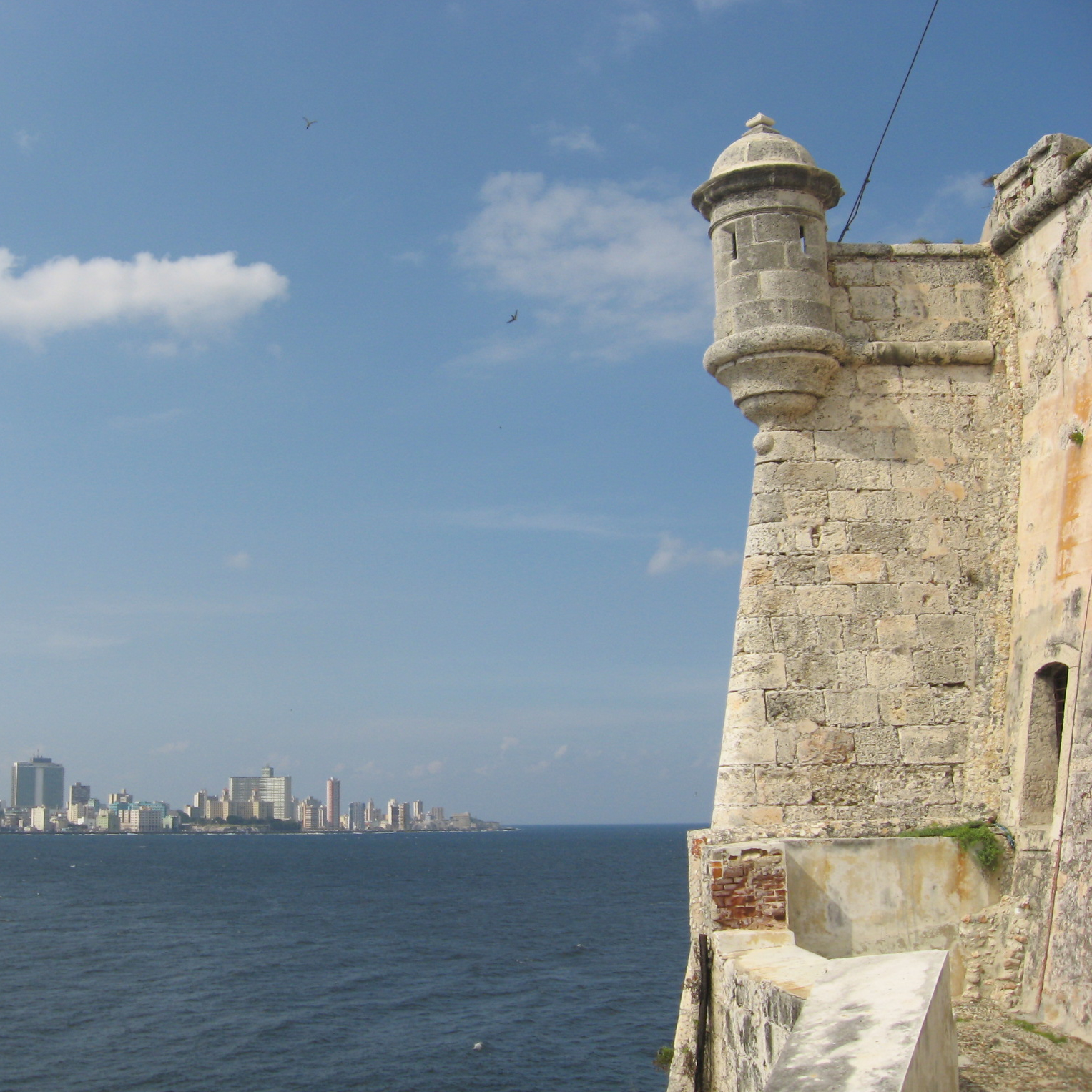
Torretta del vecchio forte del porto de L'Avana
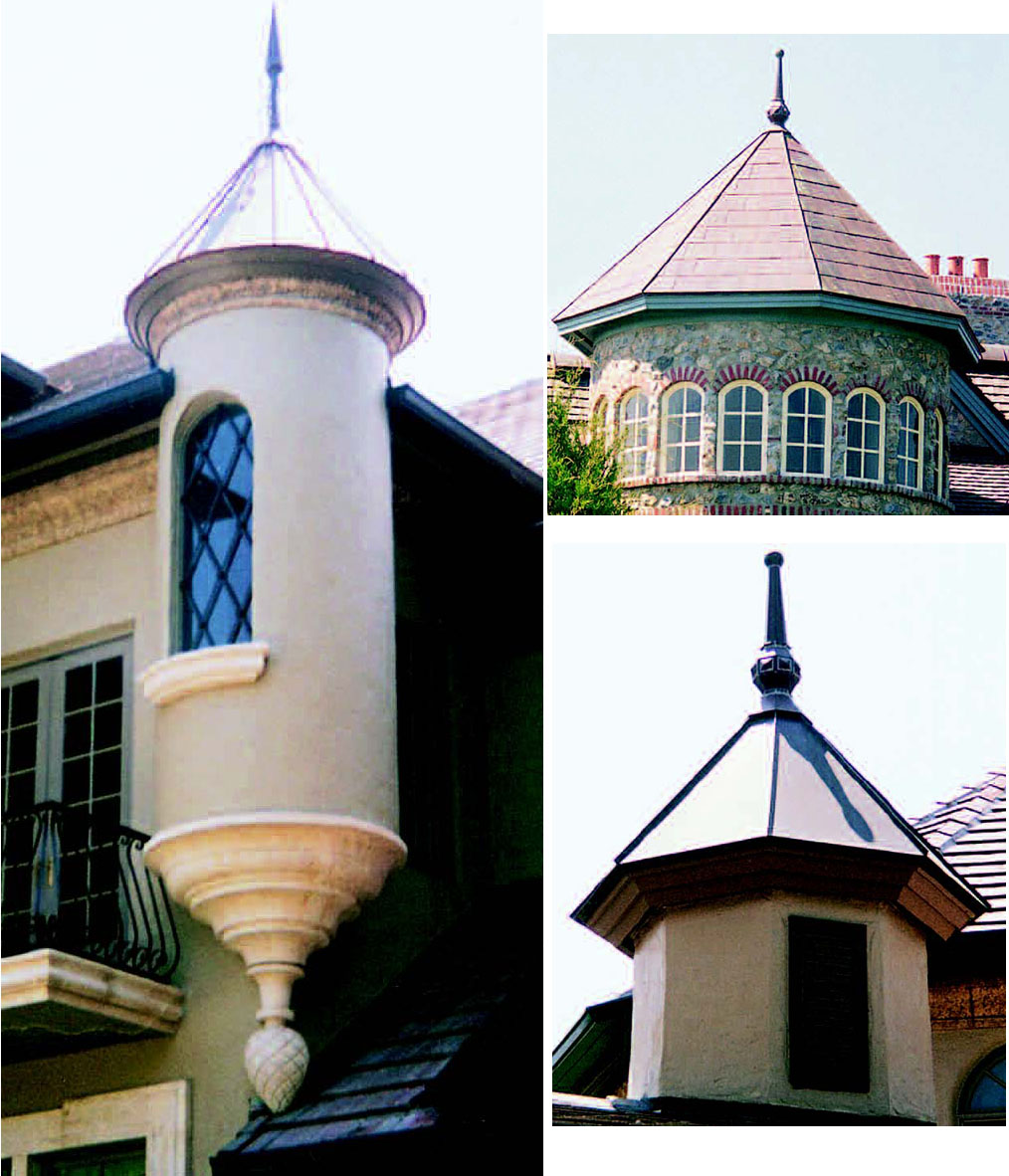
Torrette con tetto in rame
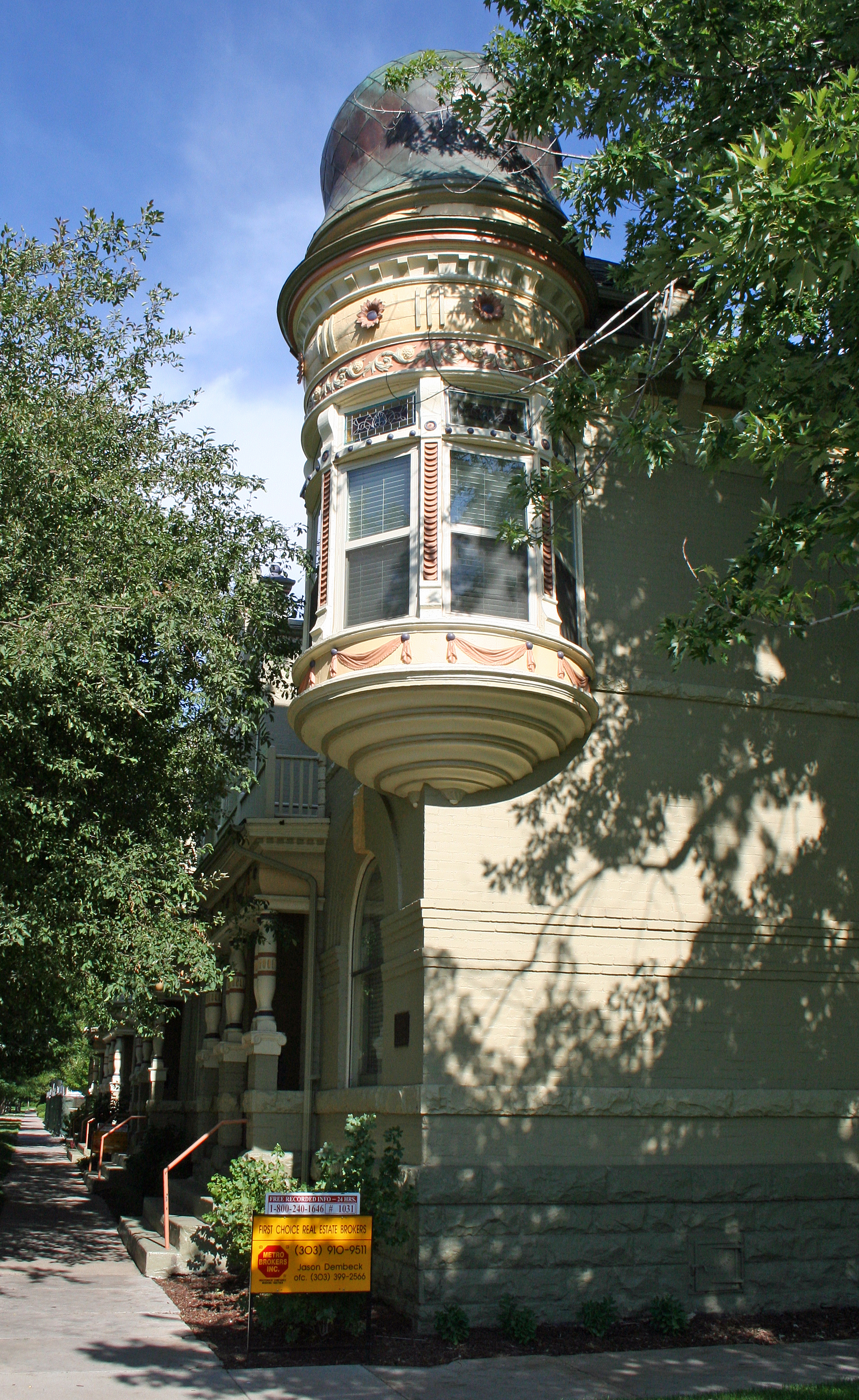
Torretta su un edificio di Denver in Colorado
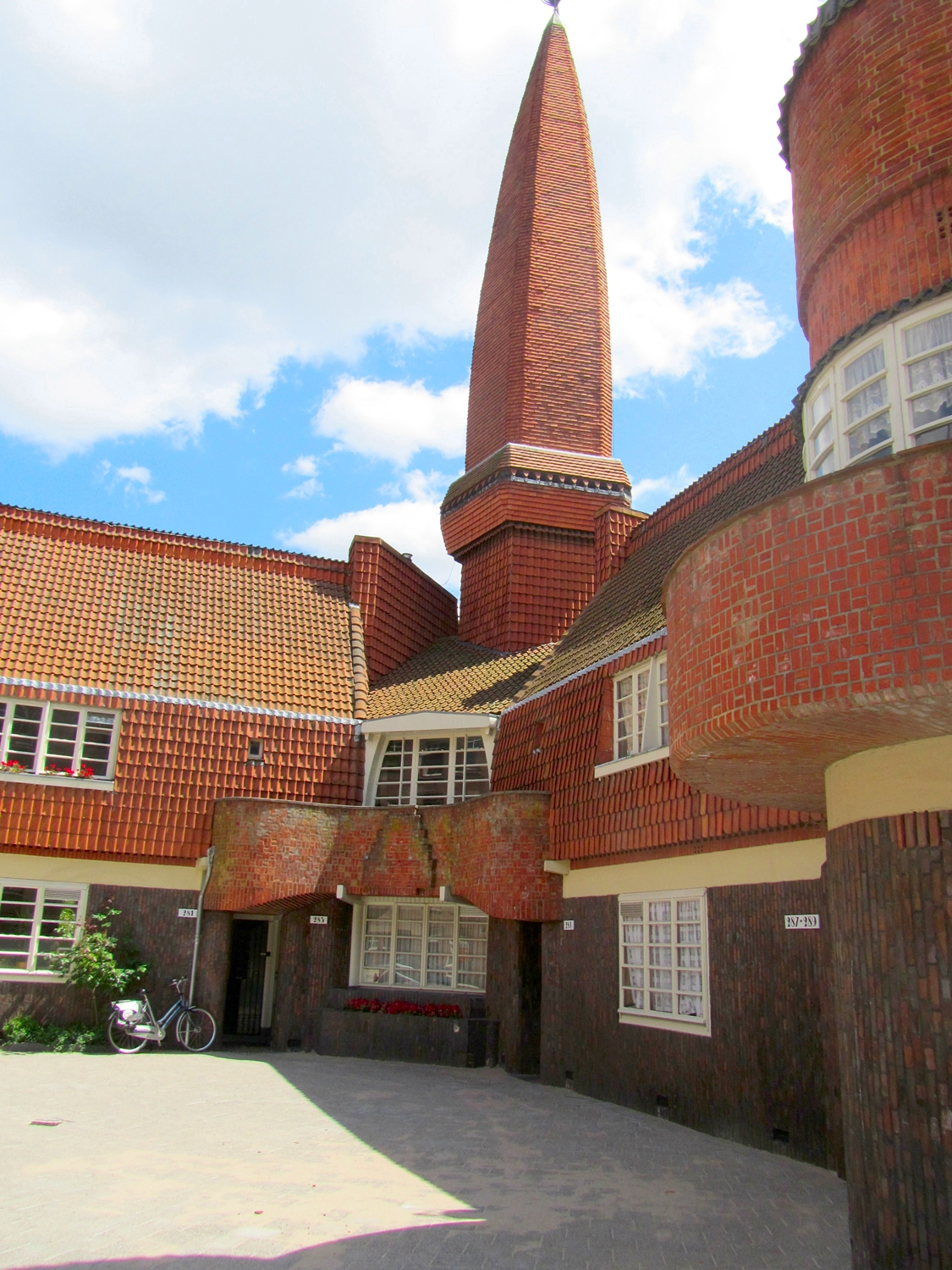
Torretta dell'Het Schip in stile Amsterdam School